# Antoine-Joseph Pernety
Antoine-Joseph Pernety (23 de febrer de 1716, Roanne - 16 d'octubre de 1796, Avinyó) fou un alquimista, bibliotecari, escriptor i monjo benedictí de la Congregació de Sant Maur, de la qual fou expulsat. Es feu famós amb la fundació a Prússia dels Illuminati de Berlín i a la seva tornada a França, dels Illuminati d'Avinyó.
En acabar els seus estudis primaris ingressà en la congregació benedictina de Sant Maur. Destinat a l'Abadia de Saint-Germain-des-Prés, descobrí l'hermetisme el 1757 a la seva biblioteca. El 1758 escrigué dues obres que el feren cèlebre: Les faules egípcies i gregues, desvetllades i reduïdes al mateix principi, amb una explicació dels jeroglífics i de la Guerra de Troia i el Diccionari mite-hermètic on es troben les al·legories fabuloses dels poetes, metàfores, enigmes i els termes bàrbars dels filòsofs hermètics explicats.
Extremadament cultivat i erudit, el 1762-1763 partí amb Louis Antoine de Bougainville en una expedició a les illes Malvines com a capellà i naturalista, establint-hi el primer assentament estable de Port-Saint-Louis, que en passar a mans dels espanyols el 1767, es rebatejà Puerto Soledad. Publicà en dos volums la narració de les exploracions de la naturalesa de les Malvines i de l'illa brasilera de Santa Catarina. En particular, exposà la primera descripció del fenomen de les pedres de les Malvines.
De tornada a França a finals del 1764, enmig d'una crisi existencial, fou expulsat per primer cop de la congregació religiosa i s'instal·là a Avinyó, on ingressà a la lògia maçònica dels Seguidors de la Veritat. En aquella època creà el seu propi orde iniciàtic, el Ritus Hermètic. Per escapar del vice-llegat de la Inquisició d'Avinyó, Grégoire Salviati, s'hagué d'exiliar al Berlín de Frederic el Gran, que el nomenà conservador de la seva biblioteca reial. Així doncs, pogué continuar les seves investigacions sobre la Gran Obra i s'embarcà en l'estudi de llibres antics per descobrir el secret de la pedra filosofal.
S'apassionà amb les doctrines místiques cristianes del suec Emanuel Swedenborg i fundà, amb el comte polonès Tadeusz Grabianka, els Illuminati de Berlín. El 1770 escrigué un petit manual per a ús intern del Rite Hermètic, el Ritual alquímic secret, i el 1776 un tractat que dedicà a Frederic II, Del coneixement de l'home moral per l'home físic.
El seu proselitisme, però, no complagué el rei, per la qual cosa, acompanyat pel comte, torna a Avinyó. Reorganitza el seu antic orde i fundà la secta maçònica dels Illuminati d'Avinyó. A finals del 1784 accepten la invitació del marquès de Vaucroze, ric terratinent de Bédarrides, que estava disposat a acollir-los en una de les seves propietats, que es convertí en el "Temple del Mont Tabor".
Els convits fraternals reunien més d'un centenar de persones. La irrupció de la Revolució Francesa als estats pontificis d'Avinyó i el Comtat Venaissin feu dispersar els Illuminati. Pernety fou detingut tot i que fou posat en llibertat ràpidament per la intervenció personal del ciutadà François Poultier, representant en missió. Trobà aleshores refugi amb l'advocat Vincent-Xavier Gasqui, que l'instal·là al seu palauet. Fou allà on morí el 1796.

## Obres
- Manuel bénédictin, contenant l'Imitation de Jésus-Christ ; la Règle de saint Benoist ; les Exercices tirés de cette règle ; et la Conduite pour la retraite du mois (1755).
- Dictionnaire portatif de peinture, sculpture et gravure avec un traité pratique des différentes manières de peindre, dont la théorie est développée dans les articles qui en sont susceptibles. Ouvrage utile aux artistes, aux élèves & aux amateurs (1757)
- Les Fables égyptiennes et grecques dévoilées et réduites au même principe, avec une explication des hiéroglyphes et de la guerre de Troye (1758). Réédition : La Table d'émeraude, Paris, 1982. Vol. 1. Vol. 2
- Dictionnaire mytho-hermétique, dans lequel on trouve les allégories fabuleuses des poètes, les métaphores, les énigmes et les termes barbares des philosophes hermétiques expliqués (1758). Réédition : Bibliotheca Hermetica, 1972.
- Journal historique d'un voyage fait aux îles Malouines en 1763 et 1764 pour les reconnoître et y former un établissement et de deux voyages au détroit de Magellan avec une relation sur les Patagons (2 volums, 1769) Vol. 1. Vol. 2
- Discours sur la physionomie et les avantages des connoissances physionomiques (1769).
- Dissertation sur l'Amérique & les Américains (1769).
- Examen des Recherches philosophiques sur l'Amérique et les Américains, et de la Défense de cet ouvrage (1771).
- Les Vertus, le pouvoir, la clémence et la gloire de Marie, mère de Dieu (1790)